# 長野地震
長野地震（ながのじしん）は、1941年7月15日、午後11時45分27秒、長野県長野市長沼付近（北緯36度39.4分、東経138度11.6分、深さ5.3km）を震源として発生したM6.1の地震。震源域の地名から長沼地震とも呼ばれる。
規模は小さかったが震源が浅く、長野市の長野地方気象台で震度6の強い揺れを観測した。死者は圧死によるもの5名、負傷者19名（重傷3名、軽傷16名）を出した。また、住家全壊29戸、半壊115戸、非住家全壊49戸、半壊122戸。長沼小学校は損傷が大きく、補修し一時的に使用したが後に改築した。
本震の2時間前、午後9時45分32秒に(東経138度14.27分 北緯36度43.03分)M3.7（最大震度3）の前震が発生している。1847年に発生した善光寺地震 M - 7.4 の余震活動と考えられる。

## 各地の震度
震度3以上の地域は次の通り。
| 震度 | 都道府県 | 観測所             |
| ---- | -------- | ------------------ |
| 6    | 長野県   | 長野               |
| 4    | 長野県   | 上田通報所・軽井沢 |
| 3    | 新潟県   | 高田               |
| 3    | 石川県   | 輪島               |
| 3    | 山梨県   | 甲府・船津         |
| 3    | 長野県   | 松本・飯田         |